# 夏马焦雷
夏马焦雷（義大利語：Siamaggiore），是意大利奥里斯塔诺省的一个市镇。总面积13.22平方公里，人口980人，人口密度74.1人/平方公里（2009年）。ISTAT代码为095056。